# ليندا هوبكنز
ليندا هوبكنز (بالإنجليزية: Linda Hopkins)‏ (و. 1924 – 2017 م) هي موسيقية، ومغنية، وممثلة أفلام، وممثلة مسرحية أمريكية، ولدت في نيو أورلينز، بدأت مشوارها المهني سنة 1951، توفيت في ميلواكي، ويسكنسن، عن عمر يناهز 93 عاماً.

## وصلات خارجية
- ليندا هوبكنز على موقع IMDb (الإنجليزية)
- ليندا هوبكنز على موقع روتن توميتوز (الإنجليزية)
- ليندا هوبكنز على موقع ميوزك برينز (الإنجليزية)
- ليندا هوبكنز على موقع قاعدة بيانات برودواي على الإنترنت (الإنجليزية)
- ليندا هوبكنز على موقع قاعدة بيانات برودواي على الإنترنت (الإنجليزية)
- ليندا هوبكنز على موقع قاعدة بيانات برودواي على الإنترنت (الإنجليزية)
- ليندا هوبكنز على موقع أول ميوزيك (الإنجليزية)
- ليندا هوبكنز على موقع ديسكوغز (الإنجليزية)
- ليندا هوبكنز على موقع قاعدة بيانات الفيلم (الإنجليزية)
- ليندا هوبكنز في قاعدة بيانات الأفلام على الإنترنت